# プラネターリアム銀河座
プラネターリアム銀河座（プラネターリアムぎんがざ）は、葛飾区立石の浄土真宗の寺院證願寺（しょうがんじ）の境内にあるプラネタリウム。日本プラネタリウム協議会正会員。世界初の仏教寺院に併設されたプラネタリウムである。

## 概要
1996年7月、證願寺の第17代住職春日了によって、宇宙と仏教の両方に対してもっと関心を持ってもらうべく設立された。布教目的として、本堂で読経のあとプラネタリウムやプロジェクターを使用して仏教を解説している。毎月2回完全予約制で開催される一般公開では、仏教とは直接関係のない宇宙についての科学的な解説がされている。定員25名の小さなプラネタリウムだが独特の活動をしており、男女2人の解説員の掛け合いで解説するところが他のプラネタリウムにない特徴とされる。

## 施設
- 直径8m水平型ドームスクリーン 座席数25席
- 投影機
  - アナログ : ペンタックス[2] コスモスター0号機
試作品をペンタックスから譲り受けたもの。
  - アナログ : メガスターCLASS[2]
  - デジタル : 4K[2]

## 利用情報
- 投影日 : 毎月第1・第3土曜（完全予約制[5]、中学生以上入館可[2]）
投影時間 : 約1時間
- 料金 : 1,000円（プレミアム 1,500円）[6]